# John Foldsone
John Foldsone, mort en 1784, est un portraitiste anglais. 

## Biographie
Foldsone acquiert une réputation de peintre de petits portraits, qui sont  décrits par Edward Edwards comme étant "sans grand mérite, mais avec une ressemblance suffisante pour se procurer beaucoup d'emplois à petit prix". Il travaille très rapidement, arrivant chez ses modèles le matin, dînant avec eux s'ils habitent loin et finissant son travail avant le soir.
Foldsone vit à Londres, à Little Castle Street, puis à Newman Street. Il expose à la Society of Artists en 1769 et en 1770, puis à la Royal Academy de 1771 à 1783. Outre des portraits, les œuvres qu'il expose à l'Académie comprennent une Madone et des sujets mythologiques. 
Sa paire de portraits représentant Elizabeth Haffey, et son frère, John Burges Haffey, enfants, sont gravés en mezzotinte par Robert Laurie, et son tableau Female Lucubration, est reproduit selon la même technique par Philip Dawe. 
Il meurt en 1784, laissant une femme et des enfants; la peintre miniature Anne Mee est sa fille aînée.